# Démophane
Démophane et Ecdémos sont des philosophes et hommes politiques de la Grèce antique, disciples d'Arcésilas et précepteurs de Philopoemen. 

## Biographie
Nés à Mégalopolis, ils s'exilent par haine de la tyrannie. Les deux hommes trouvent refuge chez leur maître Arcésilas. Ayant tourné la philosophie du côté de la pratique, ils ont collaboré avec Aratos à l’affranchissement de Mégalopolis, puis de Sicyone qu'ils libèrent de la tyrannie de Nicoclès.  Appelés ensuite par les Cyrénéens, ces deux législateurs, au dire de Polybe, gouvernèrent ce peuple avec beaucoup de sagesse et le maintinrent en liberté. Plutarque répète, après Polybe, qu’ils firent de bonnes lois et donnèrent à la cité une organisation excellente. 
Philopœmen les eut pour maîtres à Mégalopolis, alors qu'il était encore άντίπαις, c'est-à-dire avant l'âge éphébique.  